# Serra (torrent)
Le torrent Serra  est un cours d'eau de la province de Terni de la région Ombrie en Italie et un affluent du Nera, donc un sous-affluent du fleuve le Tibre.

## Géographie
Le torrent Serra prend sa source en Ombrie au mont Cormelano dans le hameau Madonna di Panico à une altitude de 890 m environ  et est le principal affluent du fleuve Nera qu'il rejoint près de Terni après 17 km de parcours.
Il donne le nom à la vallée qu'il traverse la Valserra. Son cours est caractérisé par d'étroites gorges souvent utilisées pour la pratique du canyoning.